# Parque nacional Iberá

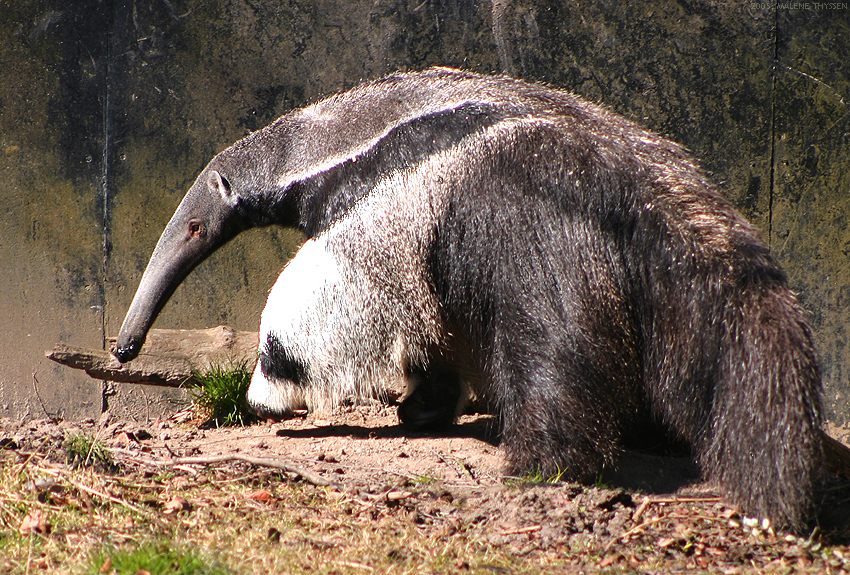
Yurumí u oso hormiguero gigante, reintroducido en los esteros del Iberá.

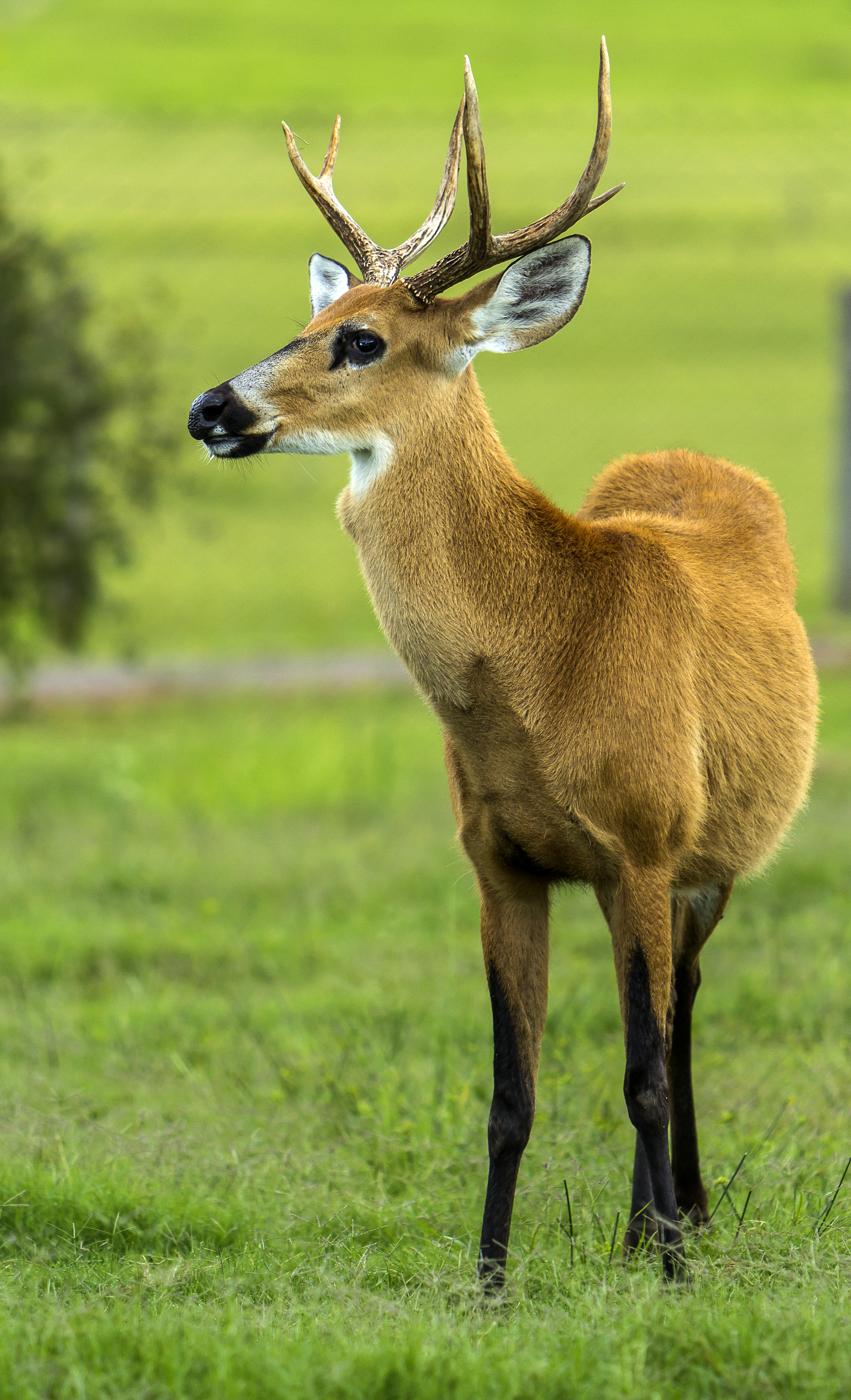
Blastocerus dichotomus o ciervo de los pantanos.

El parque nacional Iberá es un área natural protegida de 183 500 ha situada en el centro de la provincia de Corrientes, en el noreste de Argentina. Fue establecido en 2018 y se compone de dos áreas de manejo: el parque nacional propiamente dicho (UICN II y IV) y la reserva nacional Iberá (UICN VI), distribuidas en 4 núcleos sin continuidad, adyacentes al parque provincial Iberá y contenidos dentro de la reserva natural provincial del Iberá.

## Características
Su localización en la región de los esteros del Iberá hace que una de sus características principales sean los numerosos humedales. Entre las funciones principales de estos están la provisión de agua, la regulación de inundaciones y sequías, la remoción de tóxicos y la estabilización de microclimas. Uno de los principales objetivos de la creación del área protegida es el de contribuir a la protección integral del macrosistema Iberá, complementando las medidas de protección que otorga el parque provincial con la incorporación de ambientes que no están incluidos dentro del mismo. La riqueza de vertebrados del Iberá es sumamente elevada en el contexto de Argentina, con 641 especies de vertebrados registradas (125 peces, 40 anfibios, 63 reptiles, 347 aves y 66 mamíferos).
El ciervo de los pantanos (Blastocerus dichotomus), el venado de las pampas (Ozotoceros bezoarticus leucogaster, reintroducido desde 2009 en el área de San Alonso), el aguará guazú (Chrysocyon brachyurus, se comenzó su reintroducción) y el lobito de río (Lontra longicaudis) fueron declarados monumentos naturales por la provincia de Corrientes mediante decreto n.º 1555/1992 de 10 de diciembre de 1992. El oso hormiguero o yurumí (Myrmecophaga tridactyla) lo fue por ley n.º 6330 sancionada de 12 de noviembre de 2014, y desde 2007 comenzó su reintroducción en el área de la laguna Iberá. Otras especies autóctonas extinguidas en el área que han comenzado a reintroducirse con: el pecarí de collar (Pecari tajacu, en 2015 en el núcleo Iberá), tapir (Tapirus terrestris, fue liberada una pareja en 2016 en Socorro), guacamayo rojo (Ara chloropterus, ejemplares liberados en 2015 en el núcleo Cambyretá). La reintroducción del yaguareté (Panthera onca) y la nutria gigante o, ariray se encuentran en fase inicial, con un proyecto de cría que cuenta con cinco ejemplares reproductores en el núcleo San Alonso.

## Antecedentes
El área de los esteros del Iberá está protegida por la provincia de Corrientes desde la creación de la reserva natural provincial del Iberá por ley n.º 3771 de 1983 con alrededor de 1 300 000 hectáreas, modificada posteriormente por la ley n.º 4736 de 1993 que creó el parque provincial Iberá como su zona núcleo. A su vez esta legislación fue modificada por decreto ley n.º 18/2000 y reglamentada por el decreto n.º 1440/2009 que estableció los límites de la reserva y de su zona núcleo de conservación estricta: el parque provincial Iberá con 480 000 ha de las áreas fiscales de esteros y lagunas, y tierras de dominio del estado provincial. En 2016 se le suman tierras fiscales y privadas del estado provincial por decreto n.º 3350/2016, alcanzando una extensión de 550 000 ha. Gran parte de las tierras protegidas surgieron al mapear el territorio fiscal inaccesible que se ubicaba al fondo de las estancias.
En 1999 BirdLife International incluyó a los pastizales mesopotámicos de Argentina, incluyendo la totalidad de la región del Iberá y la cuenca del río Aguapey como Áreas de Endemismo de Aves con prioridad de conservación Urgente.
El 18 de enero de 2002 la laguna Iberá y alrededores, con una superficie de 24 550 ha, fueron designados Sitio Ramsar Lagunas y esteros del Iberá.
En 2004 la Iniciativa Global para la Conservación de Pastizales Templados de la UICN junto con la Fundación Vida Silvestre Argentina identificaron 5 Áreas Valiosas de Pastizal en la región del Iberá, incluyendo al núcleo Carambola.
En 2005 BirdLife International y Aves Argentinas en la región del Iberá identificaron 9 áreas importantes para la conservación de las aves (AICAs), de las cuales 2 incluyen a los núcleos Laguna Iberá (yetapá de collar, Sporophila zelichii, Sporophila iberaensis, cardenal amarillo) y Lomada de San Alonso en San Nicolás (yetapá de collar, monjita dominicana, cachirla dorada, capuchino corona gris).
Las entidades conservacionistas The Conservation Land Trust Argentina S.A. (liderada por Douglas Tompkins), Fundación Flora y Fauna Argentina -ahora Fundación Rewilding Argentina- y El Tránsito S.A. adquirieron antiguas estancias ganaderas adyacentes a las áreas protegidas provinciales en las que se hallan hábitats que no están presentes en estas, tales como el espinal, el malezal y ciertas áreas boscosas. Estas tierras constituyen los 4 núcleos del parque nacional y de la reserva nacional y comenzaron a ser donadas al estado nacional progresivamente desde: núcleo Cambyretá en septiembre de 2016 (adquirida en 1998 y en 2015), núcleo San Nicolás en noviembre de 2017 y núcleo Laguna Iberá en noviembre de 2018. Se prevé la donación del núcleo Carambola para noviembre de 2019 y de fracción restante del núcleo San Nicolás (campo San Alonso) en una fecha a definir. Las donaciones fueron con la condición de que en menos de un año debían ser declaradas parque nacional o pasado el plazo decretadas como reservas naturales silvestres y devueltas a los 4 años si no se concretaba la ley de creación
En diciembre del 2016 el Gobierno de Corrientes aprobó el Plan Maestro del Iberá y la conformación del Comité Iberá para coordinar el trabajo de las distintas áreas de gobierno involucradas en la implementación de ese plan de desarrollo del Iberá.

## Creación y legislación
En junio de 2016 el Ministerio de Turismo de la provincia de Corrientes y la Administración de Parques Nacionales (APN) suscribieron un convenio marco de colaboración para la elaboración conjunta de una estrategia de conservación en el área que componen las Reservas y Parques del Iberá, a fin de lograr un manejo eficiente de los recursos naturales, culturales, ecosistémicos, actividades asociadas a los mismos y al desarrollo de las comunidades locales.
El 1 de septiembre de 2016 la Legislatura de Corrientes sancionó la ley n.º 6384, promulgada por decreto n.º 2283/2016 de septiembre de 2016, por la que cedió el dominio eminente y la jurisdicción ambiental y parcial específicamente referida al cumplimiento de los fines de la ley nacional n.º 22351 sobre un área de 180 000 hectáreas con destino a la creación del parque nacional y reserva nacional Iberá. 

ARTÍCULO  3º.- LA cesión a la que se refiere el artículo 1º de la presente ley, se realiza con el cargo de crear un Parque Nacional de aproximadamente 157.000 ha, y una Reserva Nacional de aproximadamente 23.000 ha, respectivamente, que tendrán por nombre “Iberá”, de acuerdo al sistema creado por la Ley Nacional Nº 22.351. Esta cesión quedará sin efecto si el Estado Nacional, dentro del plazo de cuatro años a partir de la promulgación de la presente, no sanciona la ley de creación del Parque y Reserva Nacional Iberá.

El 5 de diciembre de 2018 fue creado por el Congreso nacional el parque nacional Iberá mediante la sanción de la ley n.º 27481, que fue promulgada por decreto n.º 1154/2018 el 20 de diciembre de 2018 por el presidente Mauricio Macri.

Artículo 1º- Acéptase la cesión del dominio eminente y de la jurisdicción efectuada por la provincia de Corrientes al Estado nacional mediante la ley provincial 6384 (Boletín Oficial de la provincia de Corrientes del 09/09/2016), sobre las tierras cuyos adremas y límites se describen en el Anexo I, que forma parte de la presente ley.
 Art. 2°- En cumplimiento del cargo establecido en el artículo 3° de la ley de la provincia de Corrientes 6.384 y reunidos los requisitos previstos por la ley nacional 22.351 –Régimen Legal de los Parques Nacionales, Monumentos Naturales y Reservas Nacionales- créase el Parque Nacional Iberá según los términos de dicha ley, el que estará conformado por aquellas tierras referidas en el artículo 1º que se especifican en el Anexo II de la presente ley, y que representan una superficie aproximada de ciento cincuenta y siete mil hectáreas (157.000 has).
 Art 3°- Créase la Reserva Nacional Iberá, en los términos de la ley 22.351 –Régimen Legal de los Parques Nacionales, Monumentos Naturales y Reservas Nacionales- la que estará conformada por aquellas tierras descriptas en el artículo 1° que se especifican en el Anexo III de la presente ley, y que representan una superficie aproximada de veintitrés mil hectáreas (23.000 has).

## Composición
El área natural protegida está compuesta por dos áreas que suman 183 500 ha agrupadas en 4 núcleos:
- Parque nacional Iberá: integrada por aproximadamente 159 800 ha:
  - Núcleo I Cambyretá (27°55′18.56″S 56°55′19.42″O / -27.9218222, -56.9220611) de aproximadamente 24 000 ha, ubicadas en la 2° sección rural del departamento Ituzaingó. Tiene un enclave privado en su interior, incluido en la reserva natural provincial.
  - Núcleo II Rincón del Socorro/Iberá (28°39′40.52″S 57°17′31.22″O / -28.6612556, -57.2920056) de aproximadamente 14 500 ha, ubicadas en la 4° sección rural del departamento Mercedes.
  - Núcleo III San Nicolás/San Alonso (28°07′38.42″S 57°21′12.62″O / -28.1273389, -57.3535056) de aproximadamente 111 000 ha, ubicadas en la 1°, 2° y 3° sección rural de los departamentos San Miguel e Ituzaingó. Se excluye el cauce del río Carambola y de la laguna Paraná por ser parte del parque provincial Iberá.
  - Núcleo IV Carambola (28°27′15.94″S 57°40′47.61″O / -28.4544278, -57.6798917), dos fracciones de aproximadamente 10 300 ha, ubicadas en la 10 sección rural del departamento Concepción.
- Reserva nacional Iberá: integrada por aproximadamente 23 700 ha:
  - Núcleo II Rincón del Socorro/Iberá (28°38′27.06″S 57°19′52.92″O / -28.6408500, -57.3313667) de aproximadamente 16 000 ha, ubicadas en la 4° sección rural del departamento Mercedes.
  - Núcleo IV Carambola (28°25′22.73″S 57°44′43.19″O / -28.4229806, -57.7453306) de aproximadamente 7700 ha, ubicadas en la 1° sección rural del departamento Concepción.